# Euradräkten

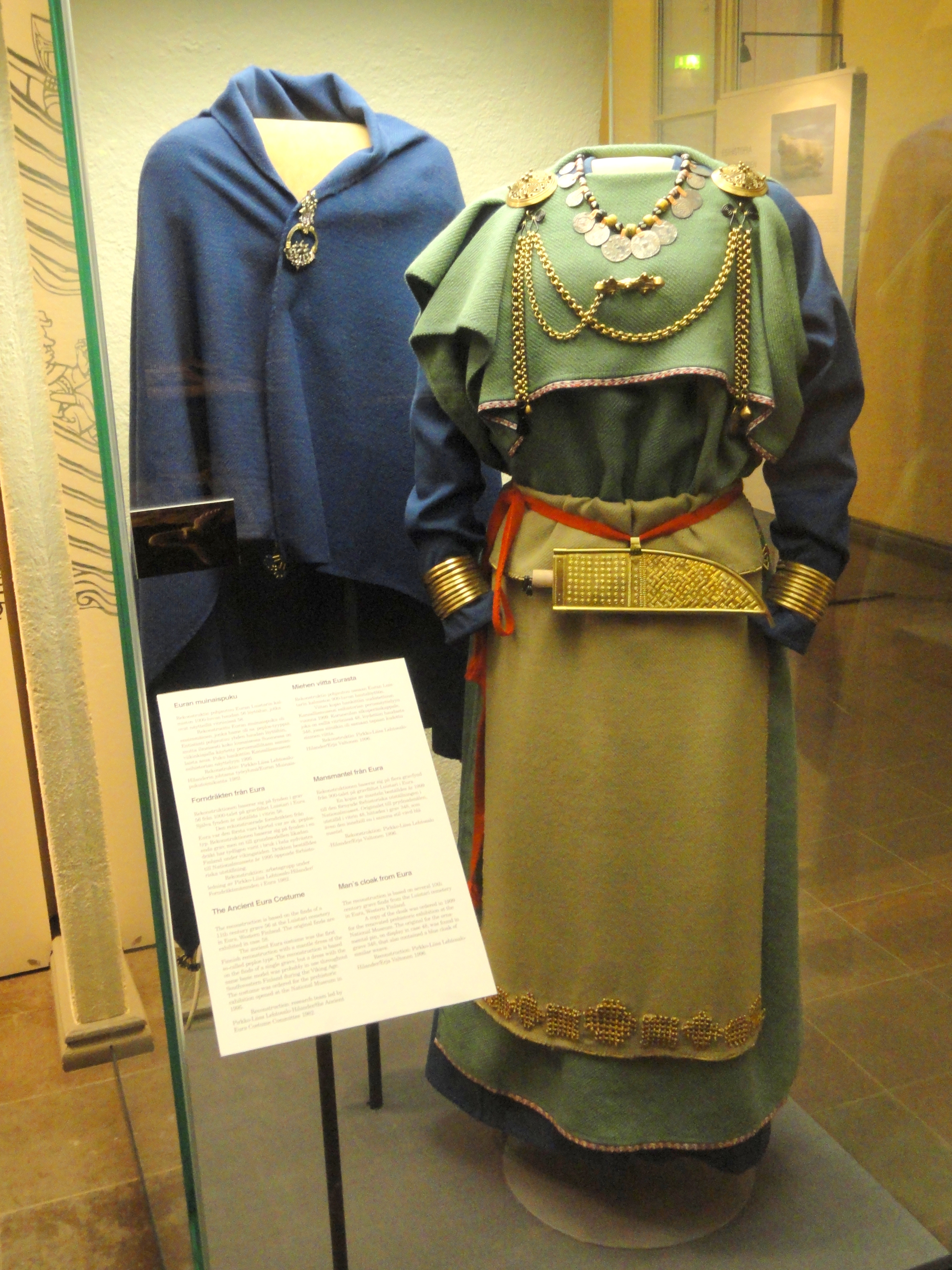
Euradräkt i en monter på Finlands Nationalmuseum

Euradräkten är en rekonstruktion av en kvinnodräkt baserad på fynd från gravfältet i Eura, Satakunta i Finland.
Den rekonstruerade dräkten baseras på den 1969 utförda utgrävningen av grav 56 i gravfältet i Luistari, Eura. Den gravlagda var en kvinna i 45-årsåldern och begravningen skedde i början av 1000-talet, det vill säga i övergången mellan  vikingatid och finsk korstågstid/sen järnålder. Rekonstruktionen utfördes 1976-1982 av lokala kvinnoorganisationer under vetenskaplig ledning av Leena Tomanterä, Seija Sarkki och Eeva Savolainen från Nationalmuseum i Helsingfors.
Dräkten består av en blå kjortel, en blekgrön peplos, ett beige-grönt förkläde och ett rött midjeband; allt i ylle och i samma färgsättning som textilfragmenten i graven. Förklädet är dekorerat med bronsspiraler. Till dräkten hör också ett halsband bestående av glaspärlor, silvermynt och två silverhängen, två runda parspännen i brons, ett likarmat spänne i brons, bronskedjor, armringsspiraler i brons, fingerringar och en kniv med bronsbeslagen skida. Replikorna av smyckena tillverkas framförallt av Kalevala Koru.   
Den rekonstruerade dräkten används dels inom historiskt återskapande och dels utgör den tillsammans med andra rekonstruktioner av dräkter från samma tid de så kallade fornfinska dräkter (suomalaisa muinaispukuja) som även används som folkdräkter och nationaldräkter.